# Martin Hangl
Martin Hangl, né le 17 juin 1962 à Samnaun, est un ancien skieur alpin suisse qui a mis un terme à sa carrière sportive à la fin de la saison 1991.

## Biographie
Martin Hangl nait le 17 juin 1962 à Samnaun. Skieur suisse spécialisé dans les épreuves de slalom géant et de super G (même s'il participe parfois aux slaloms et aux combinés), il totalise cinquante-six départs en coupe du monde pour sept podiums dont trois victoires entre 1982 et 1991. Il participe également aux Jeux olympiques de Calgary en slalom géant et super G ainsi qu'à trois championnats du monde : Bormio en 1985 (quatorzième du slalom géant et onzième du slalom), Vail en 1989 (cinquième du slalom géant et vainqueur du super G) et Saalbach-Hinterglemm en 1991. Ce titre mondial à Vail est le point marquant de sa carrière.
Son frère Marco Hangl et sa nièce Célina Hangl sont également des skieurs professionnels.

## Palmarès

### Championnats du monde
- Championnats du monde de 1989 à Vail (États-Unis) :
  -  Médaille d'or en super-G

### Coupe du monde
- Meilleur résultat au classement général : 13e en 1988
  - 3 victoires : 2 super-G et 1 géant

#### Saison par saison
- Coupe du monde 1982 :
  - Classement général : 81e
- Coupe du monde 1983 :
  - Classement général : 94e
- Coupe du monde 1984 :
  - Classement général : 25e
- Coupe du monde 1985 :
  - Classement général : 15e
- Coupe du monde 1986 :
  - Classement général : 23e
- Coupe du monde 1987 :
  - Classement général : 32e
- Coupe du monde 1988 :
  - Classement général : 13e
    - 1 victoire en super-G : Saalbach
    - 1 victoire en géant : Saalbach
- Coupe du monde 1989 :
  - Classement général : 15e
    - 1 victoire en super-G : Laax
- Coupe du monde 1990 :
  - Classement général : 73e

### Arlberg-Kandahar
- Meilleur résultat : 13e place dans le super-G 1984 à Garmisch